# Vertex (insect)
De vertex is het gebied van de top van de kop, tussen de ogen, achter de frons (voorhoofd) en voor de hals van een insect.

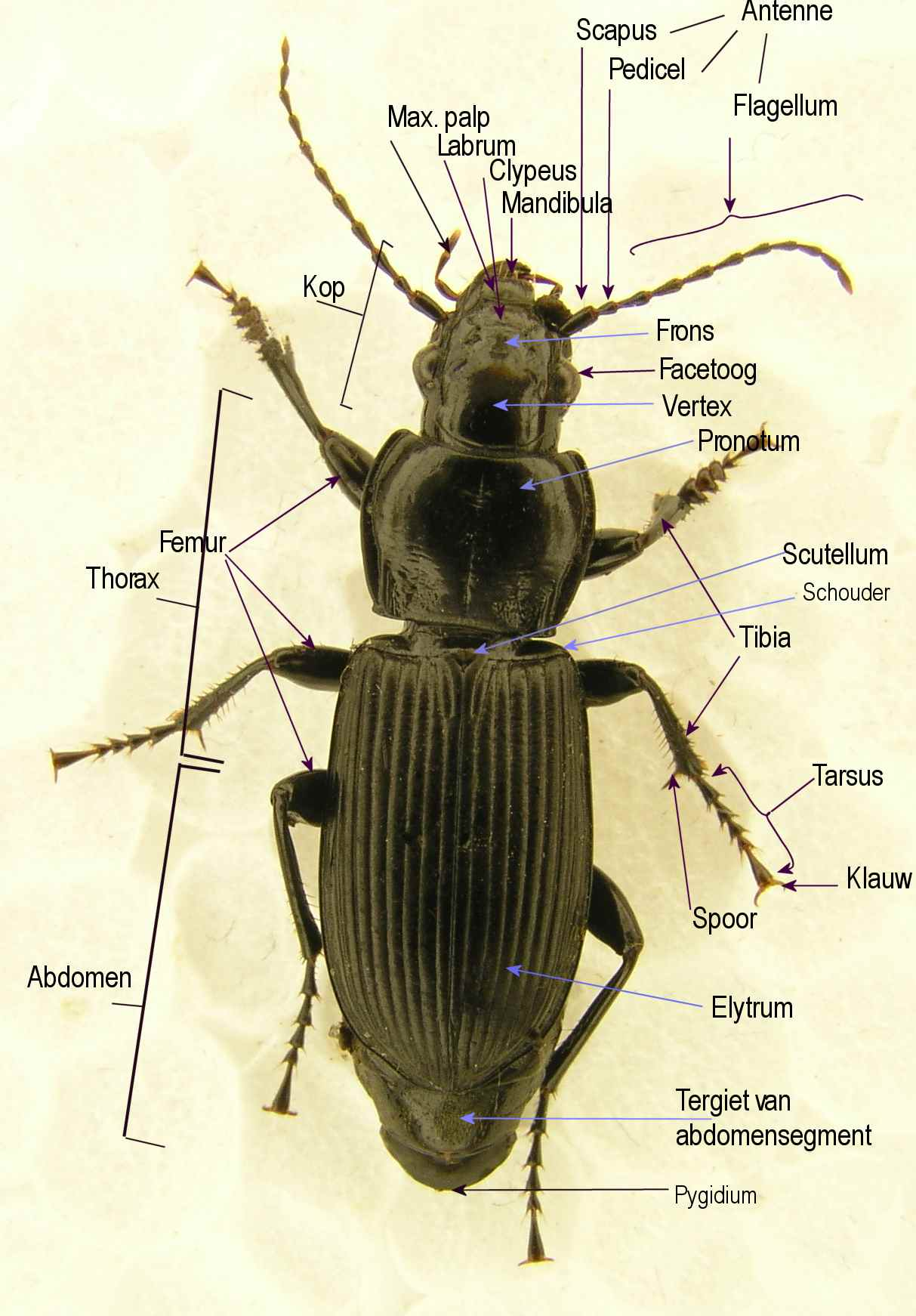
Rugaanzicht van een loopkever (Pterostichus sp.) met benamingen van een aantal zichtbare delen
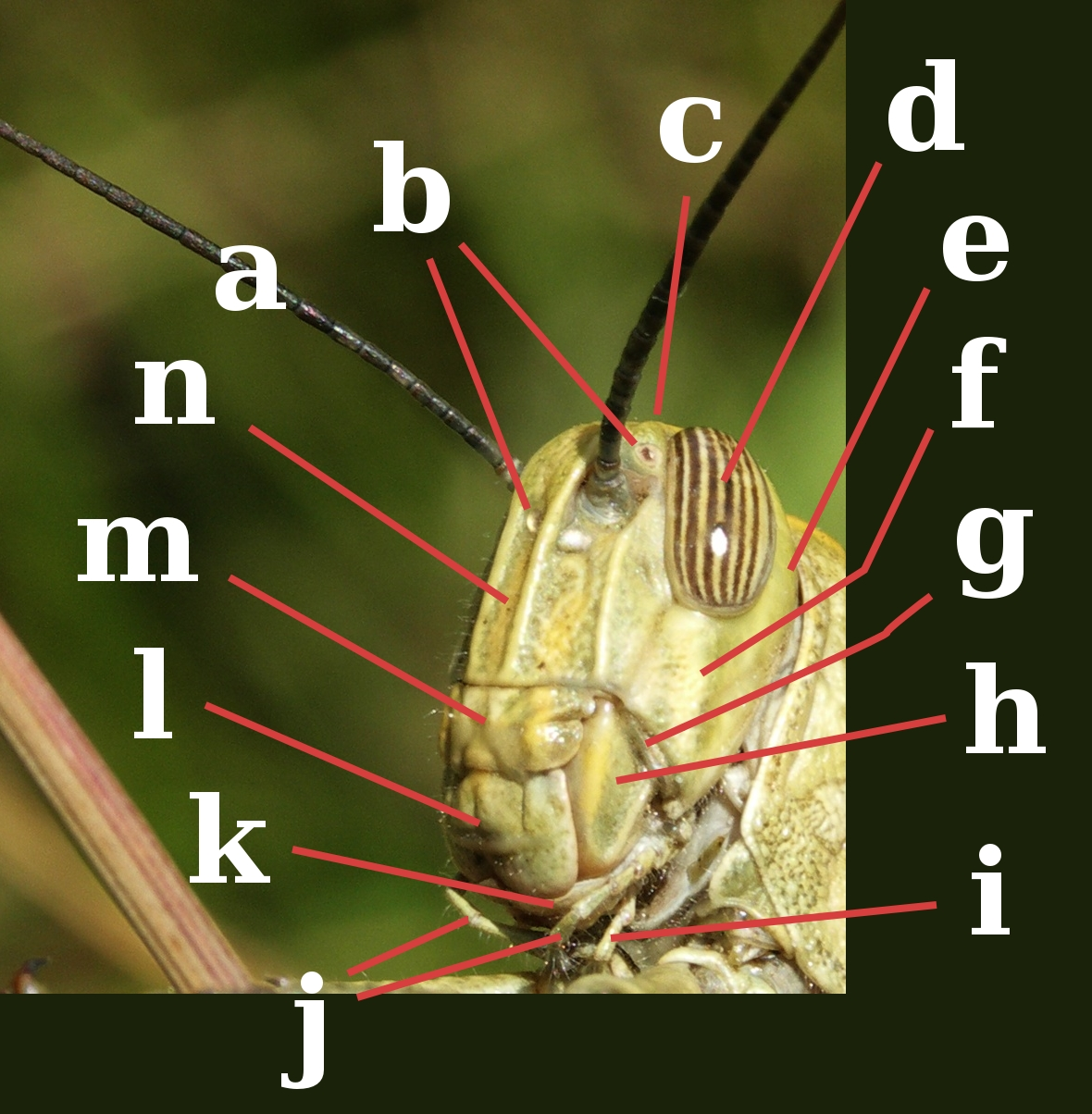
Kop van Rechtvleugeligen, Veldsprinkhanen. a:antenne; b:ocelli; c:vertex; d:samengesteld oog; e:occiput (achterkant van de kop); f:gena {wangen}; g:pleurostoma (deel van het subgenale gebied boven de mandibel); h:mandibel; i:labiale palp; j:maxillaire palpen; k:maxilla; l:labrum; m:clypeus; n:frons.
Voorkant kop